# Episodi di Professor T.
Gli episodi della serie televisiva Professor T. sono andati in onda sul canale tedesco ZDF dal 2017 al 2020.
Una prima stagione di quattro episodi da 60 minuti ciascuno è andata in onda dal 4 al 25 febbraio 2017 in Germania e in Italia è stata trasmessa in prima visione assoluta il 14 ottobre e il 18 novembre 2018 su Rai 2.
La seconda stagione è invece andata in onda in patria dal 4 al 25 maggio 2018, mentre in Italia è stata trasmessa prima visione assoluta su Rai 2 dal 2 ottobre al 21 novembre 2020.
La terza stagione, in Germania, è stata prima pubblicata interamente il 1º marzo 2019 sul portale online ZDFmediathek e poi trasmessa dall'8 al 29 marzo dello stesso anno su ZDF. In Italia è stata trasmessa in prima visione assoluta su Rai 2 dal 28 novembre al 19 dicembre 2020.
La quarta ed ultima stagione, in Germania, è stata interamente distribuita in anteprima l'8 maggio 2020 sul portale online ZDFmediathek e poi trasmessa dal 15 maggio al 5 giugno dello stesso anno su ZDF. In Italia è stata trasmessa in prima visione assoluta su Rai 2 dal 10 aprile all'8 agosto 2021.
| Stagione | n° | Titolo originale   | Titolo italiano      | Prima TV Germania | Prima TV Italia  |
| -------- | -- | ------------------ | -------------------- | ----------------- | ---------------- |
| 1        | 1  | Die Rückkehr       | Il ritorno           | 4 febbraio 2017   | 14 ottobre 2018  |
| 1        | 2  | Die Abrechnung     | La resa dei conti    | 11 febbraio 2017  | 14 ottobre 2018  |
| 1        | 3  | Mord im Hotel      | Omicidio in Hotel    | 18 febbraio 2017  | 18 novembre 2018 |
| 1        | 4  | Tamara             | Tamara               | 25 febbraio 2017  | 18 novembre 2018 |
| 2        | 1  | Maskenmord         | Omicidio in maschera | 4 maggio 2018     | 2 ottobre 2020   |
| 2        | 2  | Das verlorene Kind | Il bambino perduto   | 11 maggio 2018    | 12 ottobre 2020  |
| 2        | 3  | Blutlinie          | Linea di sangue      | 18 maggio 2018    | 19 ottobre 2020  |
| 2        | 4  | Rache              | Vendetta             | 25 maggio 2018    | 21 novembre 2020 |
| 3        | 1  | Der perfekte Mord  | L'omicidio perfetto  | 8 marzo 2019      | 28 novembre 2020 |
| 3        | 2  | Hikikomori         | Hikikomori           | 15 marzo 2019     | 5 dicembre 2020  |
| 3        | 3  | Lügen              | Menzogne             | 22 marzo 2019     | 12 dicembre 2020 |
| 3        | 4  | Mörder             | Assassino            | 29 marzo 2019     | 19 dicembre 2020 |
| 4        | 1  | Die Zeugin         | La testimone         | 15 maggio 2020    | 10 aprile 2021   |
| 4        | 2  | Mütter             | Madri                | 22 maggio 2020    | 17 aprile 2021   |
| 4        | 3  | Mathilde Möhring   | Finalmente la verità | 29 maggio 2020    | 24 aprile 2021   |
| 4        | 4  | Christina          | Tradimento fatale    | 5 giugno 2020     | 8 agosto 2021    |